# Delirious?
Delirious? (ранее известны как The Cutting Edge Band) — номинировавшаяся на премию Грэмми, неоднократно становившаяся лауреатом премии GMA Dove Award британская английская музыкальная группа, работающая в жанре современной христианской музыки и Contemporary worship music (с англ. — «Современная музыка поклонения»). Группа состоит из Мартина Смита (вокалист и гитарист), Стюарта Джеррарда (также известен как Stu G, гитарист и бэк-вокалист), Джона Тэтчера (бас-гитарист), Тима Джаппа (клавишные) и Пола Эванса (ударная установка и перкуссия).
Возможно, самыми узнаваемыми их творениями являются песни Rain Down, Majesty, Lord You Have My Heart, Thank You For Saving Me и их песня 1994 года «I Could Sing of Your Love Forever», названная классическим музыкальным творением жанра Contemporary worship music и являющаяся самым популярным произведением группы в США.
В период с 1993 по 1996 гг. группа собиралась на любительской основе, после чего участники приняли решение отдавать всё своё время только музыке и этому проекту. Между 1997 и 2001 годами группа была нацелена, в основном, на творчество в мейнстриме, и за это время несколько синглов сумели пробиться на вершину британских музыкальных чартов. Однако, невзирая на это, с 2003 года участники сфокусировались на направлении современной христианской музыки. Бывший ударник группы Стью Смит покинул группу в конце апреля 2008 года, и было объявлено, что группа прекратит своё существование в самом конце 2009 года. Это действительно произошло: 29 ноября 2009 года группа дала свой последний концерт.

## Дискография
- 1994 — Cutting Edge 1 and 2
- 1995 — Cutting Edge 3 and 4
- 1995 — North American Edition золотой альбом в Канаде
- 1996 — Live & In The Can
- 1997 — King Of Fools
- 1998 — d: tour 1997 Live at Southampton
- 1999 — Mezzamorphis
- 2000 — Glo
- 2001 — Deeper
- 2001 — Audio Lessonover?
- 2002 — Touch
- 2002 — d
- 2002 — Libertad
- 2003 — World Service
- 2004 — Unified Praise — совместно с Hillsong Australia
- 2005 — The Mission Bell
- 2006 —  'Now Is The Time — Live At Willow Creek'  (live DVD)
- 2008 — Kingdom Of Comfort